# Église Saint-Théobald de Faugères
L'église Saint-Théobald est une église située à Faugères, en France.

## Localisation
L'église est située sur la commune de Faugères, dans le département français de l'Ardèche.

## Historique
L'édifice est inscrit au titre des monuments historiques en 1978.